# Reichsratsstraße

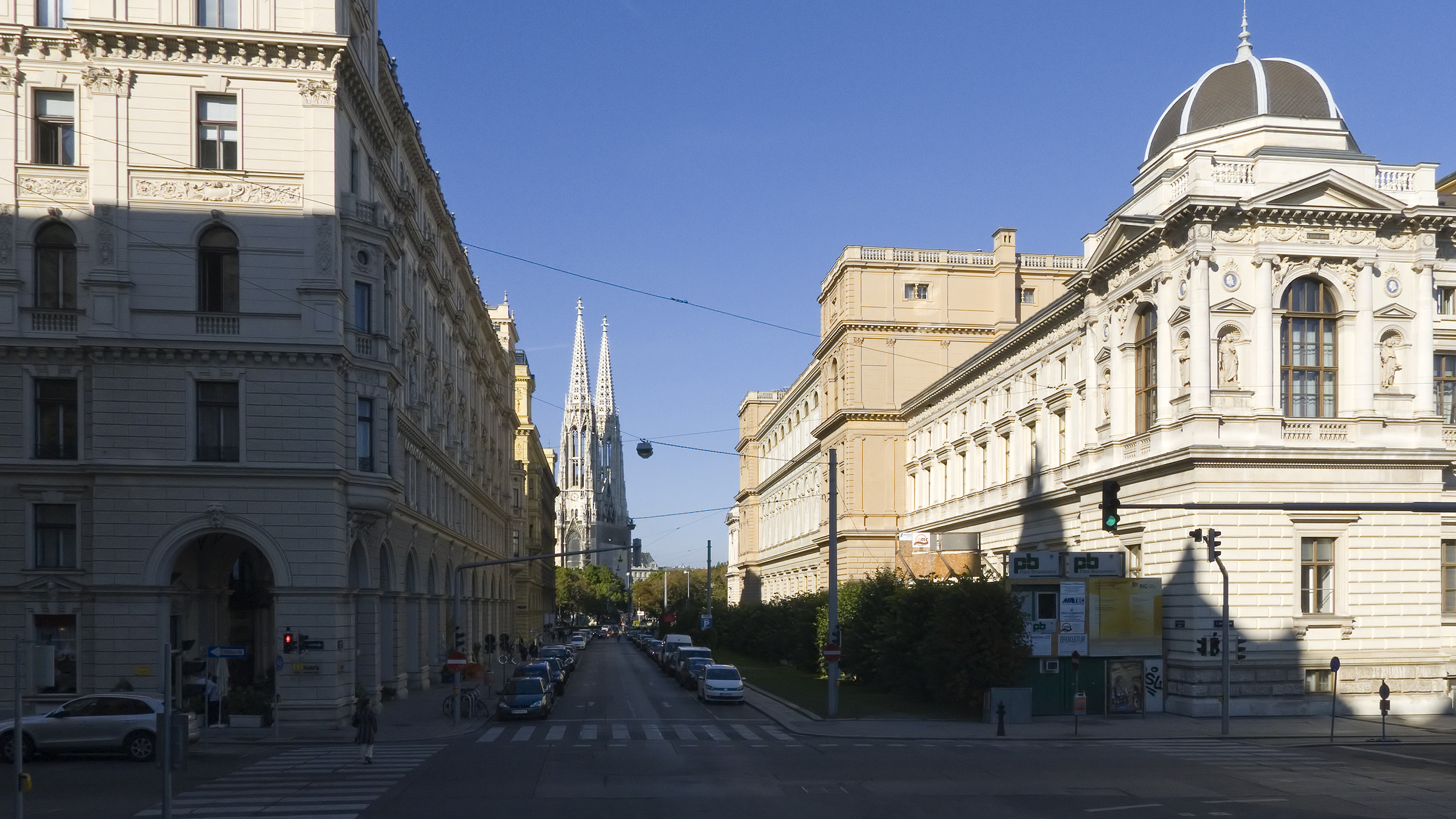
Blick durch die Reichsratsstraße zur Votivkirche, rechts die Universität

Die Reichsratsstraße liegt im 1. Wiener Gemeindebezirk Innere Stadt. Sie wurde 1873 nach dem Reichsratsgebäude, dem heutigen Parlament, benannt.

## Geschichte
Die Reichsratsstraße befindet sich auf dem Gelände des ehemaligen Parade- und Exerzierplatzes vor den Mauern Wiens. 1870 wurde der Beschluss zu dessen Verbauung gefasst. Es sollte hier das sogenannte Rathausviertel entstehen, ein zwar von verschiedenen Architekten, aber einer einheitlichen Bauleitung geplanten Wohnhausgegend rund um das neue Wiener Rathaus. Für die Konzeption war der Architekt Franz von Neumann verantwortlich, die meisten Gebäude errichtete die Union-Baugesellschaft. Gedacht waren sie in erster Linie für Großbürger und Beamte, die sich das Wohnen an der nahe gelegenen Ringstraße nicht leisten konnten, aber dennoch repräsentativ waren.

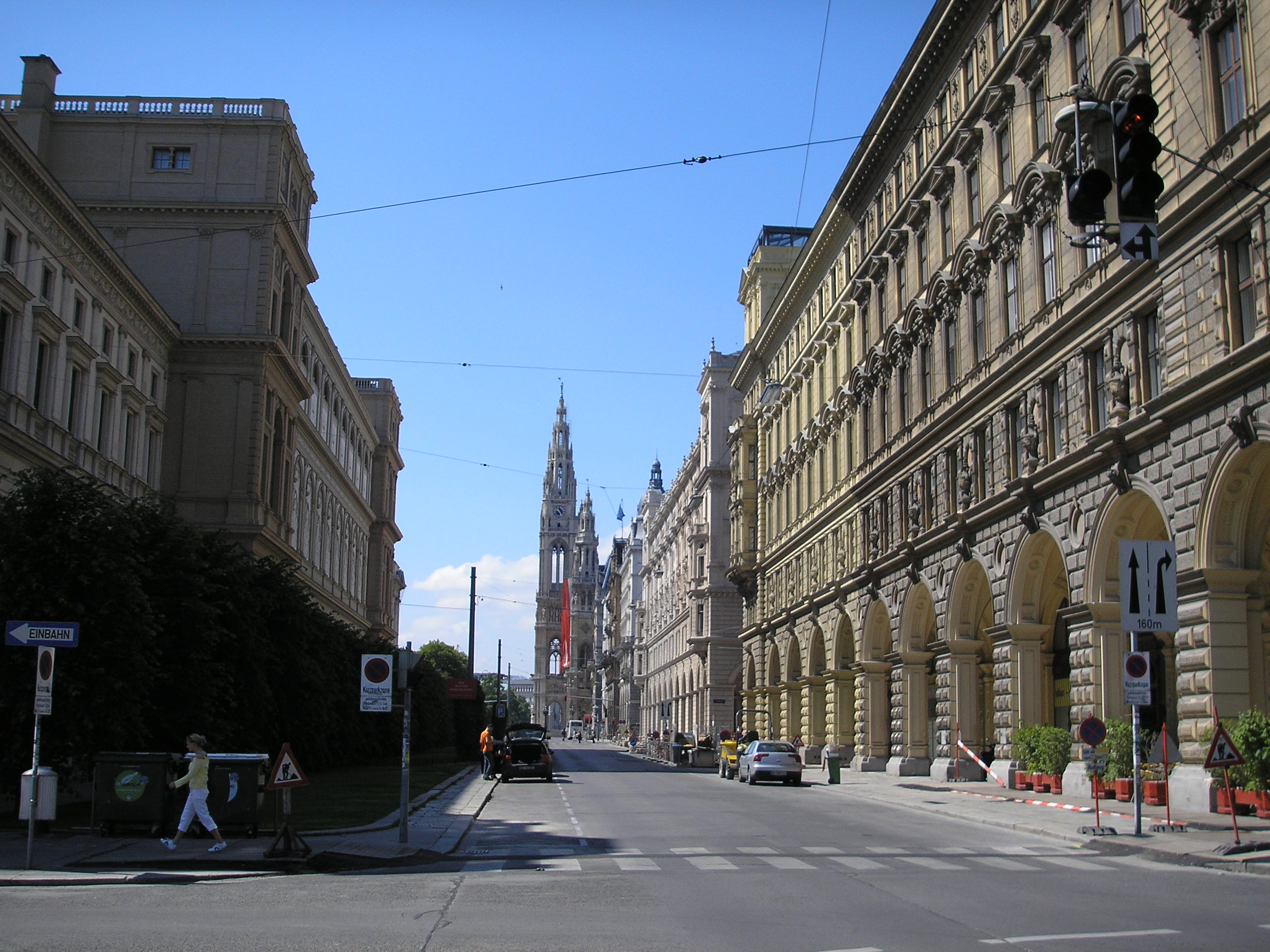
Blick in die Reichsratsstraße von der Universitätsstraße aus

## Lage und Charakteristik
Die Reichsratsstraße erstreckt sich in der Längsachse des ehemaligen Parade- und Exerzierplatzes parallel zur Ringstraße. Sie beginnt am Schmerlingplatz im Süden und reicht bis zur Universitätsstraße im Norden. Ursprünglich durchgehend konzipiert, wird die Reichsratsstraße seit 1907 durch den Rathausplatz unterbrochen und dadurch in zwei relativ weit voneinander entfernte Teilstücke getrennt. Diese liegen jeweils an den Rückfronten der großen Ringstraßenbauten von Parlament und Universität. Die andere Straßenseite besteht großteils aus Arkadenhäusern im Stile des strengen bis späten Historismus. Da die Reichsratsstraße an einer der Außenseiten des Rathausviertels liegt, noch dazu an derjenigen zur Ringstraße hin gelegenen, besitzt sie eine repräsentativere Ausgestaltung als die übrigen Straßenzüge im Innenbereich des Viertels.
Die Reichsratsstraße wird teilweise als Einbahnstraße geführt. 2009 wurden zwischen Stadiongasse und Schmerlingplatz Straßenbahngeleise verlegt, die bei Sperren der Ringstraße als Ausweichstrecke für die Linie 2 dienen.

## Bemerkenswerte Gebäude

### Nummer 1
Die Hauptfassade des 1874–1875 von Heinrich Claus und Joseph Gross im strenghistoristischen Stil erbauten Wohn- und Geschäftshauses ist auf den Schmerlingplatz 4–5 gerichtet.

### Nummer 2 Parlament
Das Parlamentsgebäude, ehemals Reichsratsgebäude, nach dem die Straße benannt wurde, ist das bedeutendste Werk des Architekten Theophil von Hansen, das dieser 1871–1873 in gräzisierenden Formen des Historismus errichtete. Es liegt am Dr.-Karl-Renner-Ring 3, während sich dessen Rückfront an der Reichsratsstraße befindet.

### Nummer 3
Das Wohn- und Geschäftshaus wurde 1876 von Stanislaus Hanusch errichtet. Die Fassade des in der Mittelparzelle des Baublocks gelegenen Hauses wird mit vier kräftigen Monumentalsäulen akzentuiert. Es war ehem. das Kath. Vereinshaus „Wr. Ressource“.

### Nummer 4–6 Universität
An der Reichsratsstraße befindet sich die Rückfront des Universitätsgebäudes, das 1873–1884 von Heinrich von Ferstel in historistischem Stil erbaut wurde und das am Universitätsring 1 liegt. Die lange, 31-achsige und durch Risalite gegliederte Bibliotheksfassade zeigt Sgraffito-Dekorationen von August Eisenmenger aus dem Jahr 1884.

### Nummer 5
Das Eckhaus zur Doblhoffgasse errichtete 1873–1874 August Schwendenwein von Lanauberg in Formen der Wiener Neorenaissance. Das Gebäude besitzt einen Eckrisalit mit Ortsteinquaderung und eine pilastergegliederte Einfahrt mit einer Balkendecke auf Konsolen. Das Stiegenhaus ist ebenfalls pilastergegliedert, der Innenhof besitzt einen Brunnen. Im Haus befindet sich das private Erste Österreichische Kopiergeräte-Museum.

### Nummer 7–9

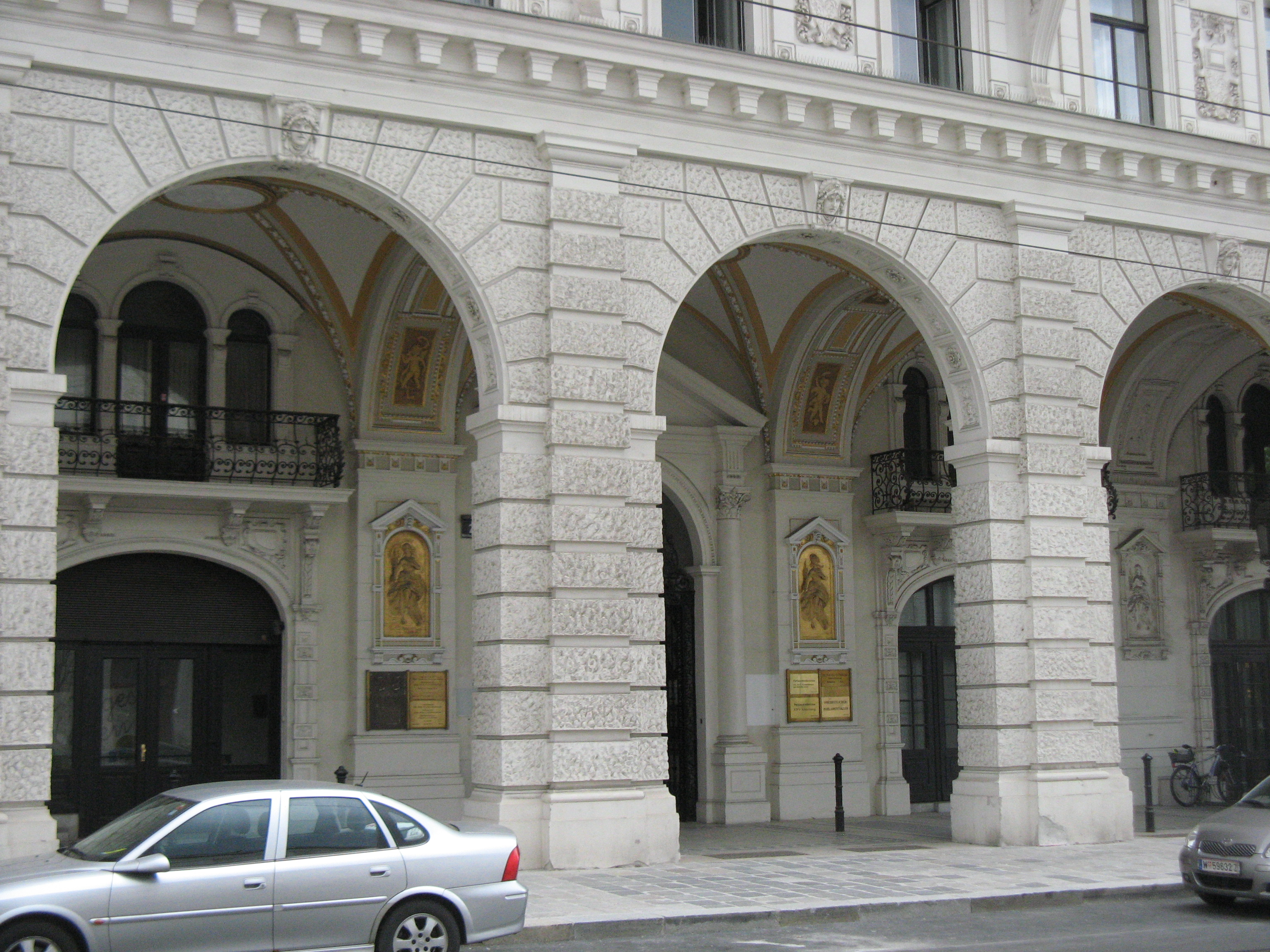
Arkaden am Haus Reichsratsstraße 7–9

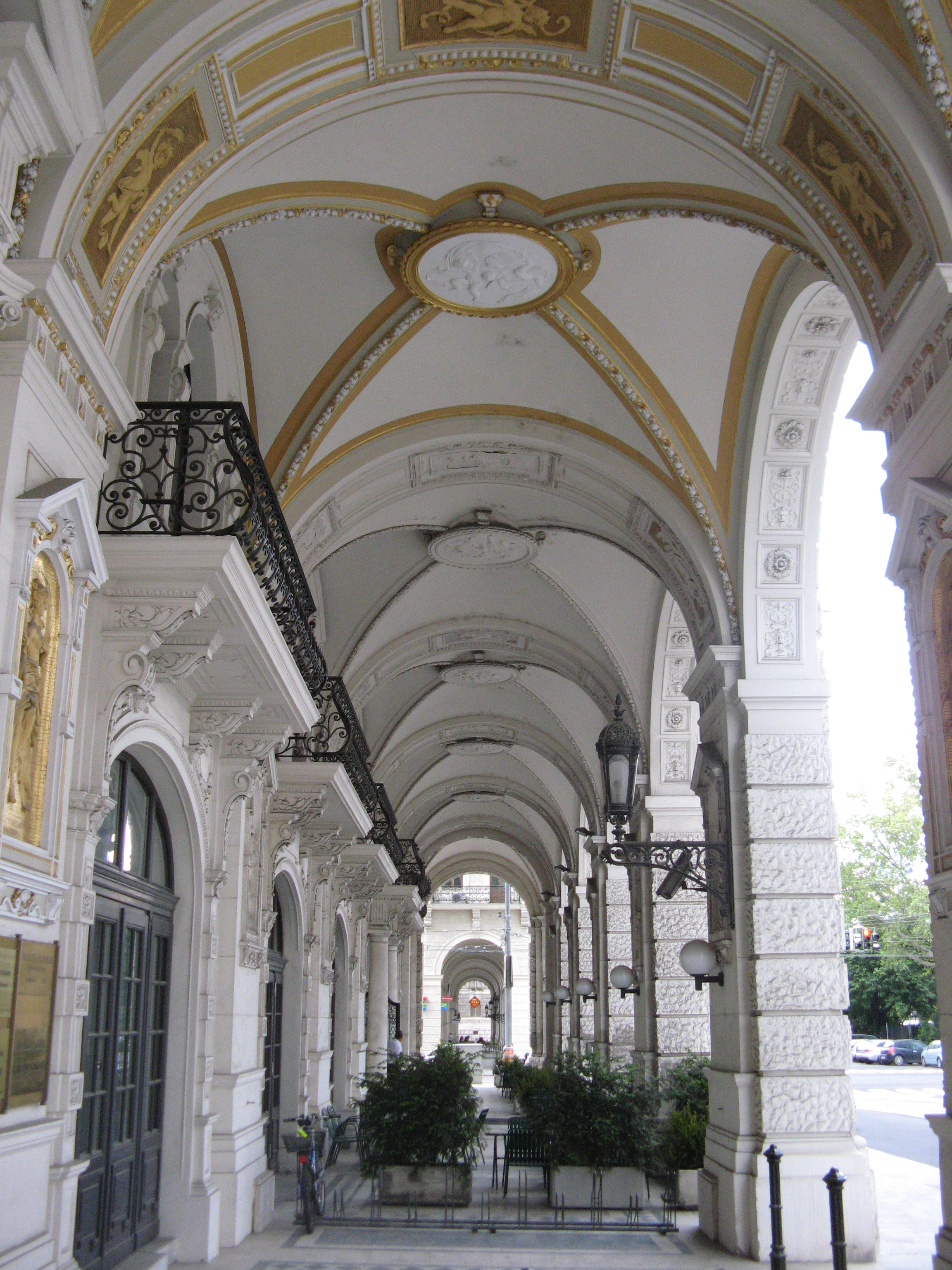
Arkadengang Reichsratsstraße 7–9

Das freistehende Arkadenhaus an der Südwestecke des Rathausplatzes (Seiteneingänge Stadiongasse 1–3, Doblhoffgasse 2) im späthistoristischen Stil stammt von Franz von Neumann aus den Jahren 1883–1884. Die Arkadenhäuser im Rathausviertel waren so vorgeschrieben, und für sie wurde von Neumann auch das Konzept erstellt. Auffällig sind die erhöhten Eckrisalite. An der reich dekorierten Fassade, die durch korinthische Riesenpilaster gegliedert ist, befinden sich Balkone mit schmiedeeisernen Geländern und plastische griechische Götterstatuen in Konchennischen, sowie Karyatidputten an der Attika. Die Arkaden sind kreuzrippengewölbt mit Stuckmedaillons als Schlusssteinen. Hinter dem Portal von Nummer 7 liegt ein bedeutendes marmorverkleidetes Vestibül mit Stuckkassettendecke, teilweise vergoldeter Groteskenmalerei und einer Stuckfigur. Marmorsäulen führen zum stuckierten Stiegenhaus. Im Vestibül von Nummer 9, wo sich eine Expositur des Parlaments befindet, steht auf einer Stele die Büste des ehemaligen Nationalratspräsidenten Anton Benya von Rudolf Friedl.
Eine Gedenktafel erinnert daran, dass in dem Gebäude der Komponist Eduard Strauß wohnte.

### Nummer 11–13

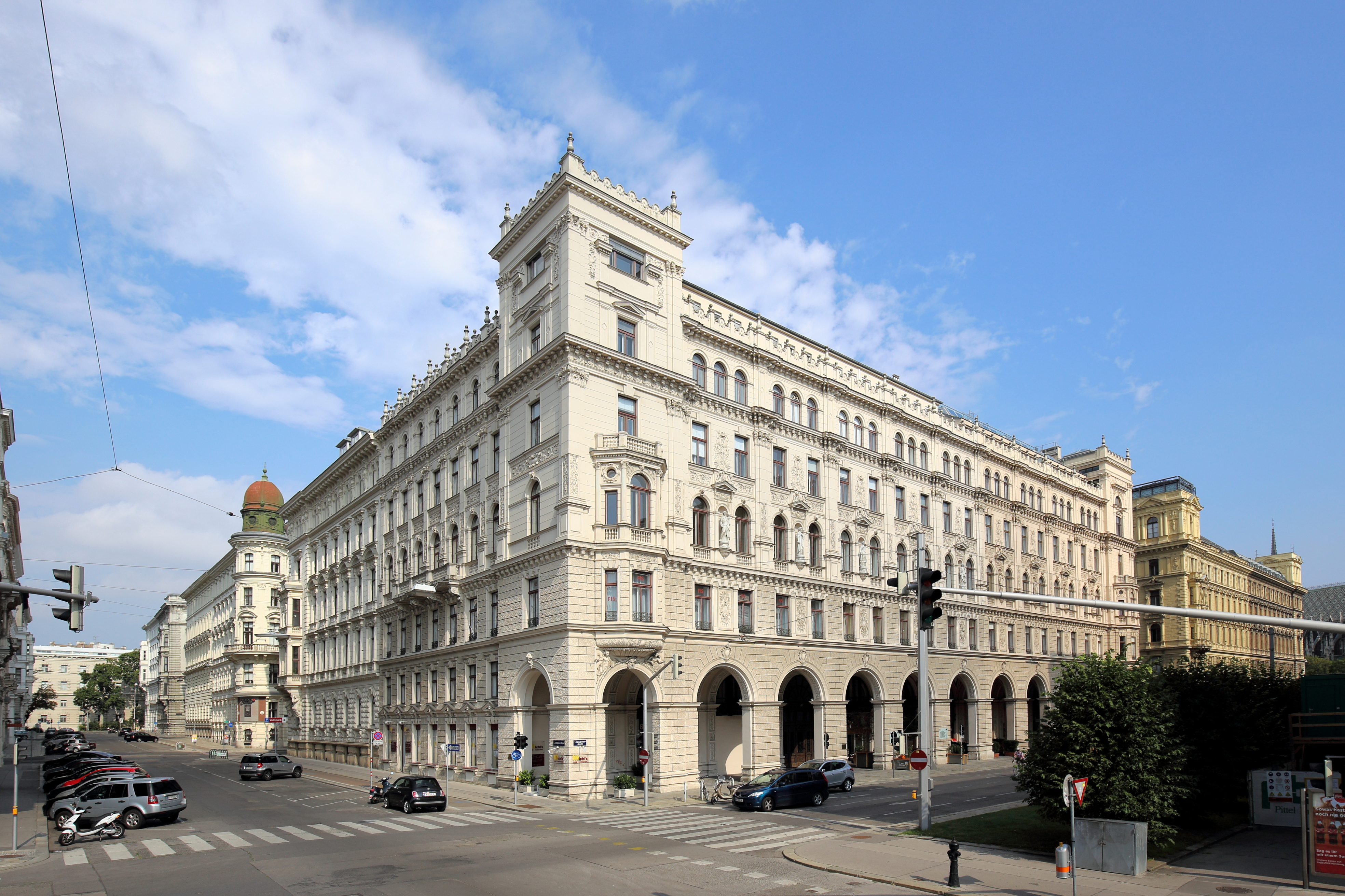
Südostansicht des Wohnhauses Reichsratsstraße 11–13, Ecke Grillparzerstraße

Das Arkadenhaus zwischen Grillparzerstraße (Seiteneingang Nr. 2–4) und Liebiggasse (Nr. 1) wurde 1883 von Emil von Förster begonnen und 1887 von Dionys Milch fertiggestellt, mit Baukonsens vom 6. September 1887 für einen nicht bekannten Bauherren.
Die beiden symmetrischen, fünfgeschoßigen Haushälften haben kubische, um einen Stock erhöhte und zinnengekrönte Ecktürme.
Die späthistoristische Fassade zwischen erhöhten Eckrisaliten, die durch Risalite und Erker gegliedert ist, zeigt plastischen Figurenschmuck in Form von weiblichen Götterstatuen in Ädikulanischen (2. Geschoß) und als Relief in den Spandrillen der Eck-Arkadenbögen. In den Stockwerken wechseln Rundbögen und Rechteckfenster. Die Beletage im vierten Geschoß ist überhöht und wird durch einen Schein-Architrav in die Fassade eingegliedert. Dieser zeigt Giebel mit Putti. Im kreuzrippengewölbten Arkadengang, wie ihn alle Arkadenhäuser des Rathausviertel vorgeschrieben bekamen, befinden sich bemerkenswerte Holzbalkone mit Schmiedeeisengeländern. Die Foyers sind überaus reich ausgestaltet, durch korinthische Pilaster gegliedert und mit Marmorsäulen, Grisaillemalerei, Schmiedeeisenlaternen und Gusseisengeländer mit Greif am Ansatz geschmückt.

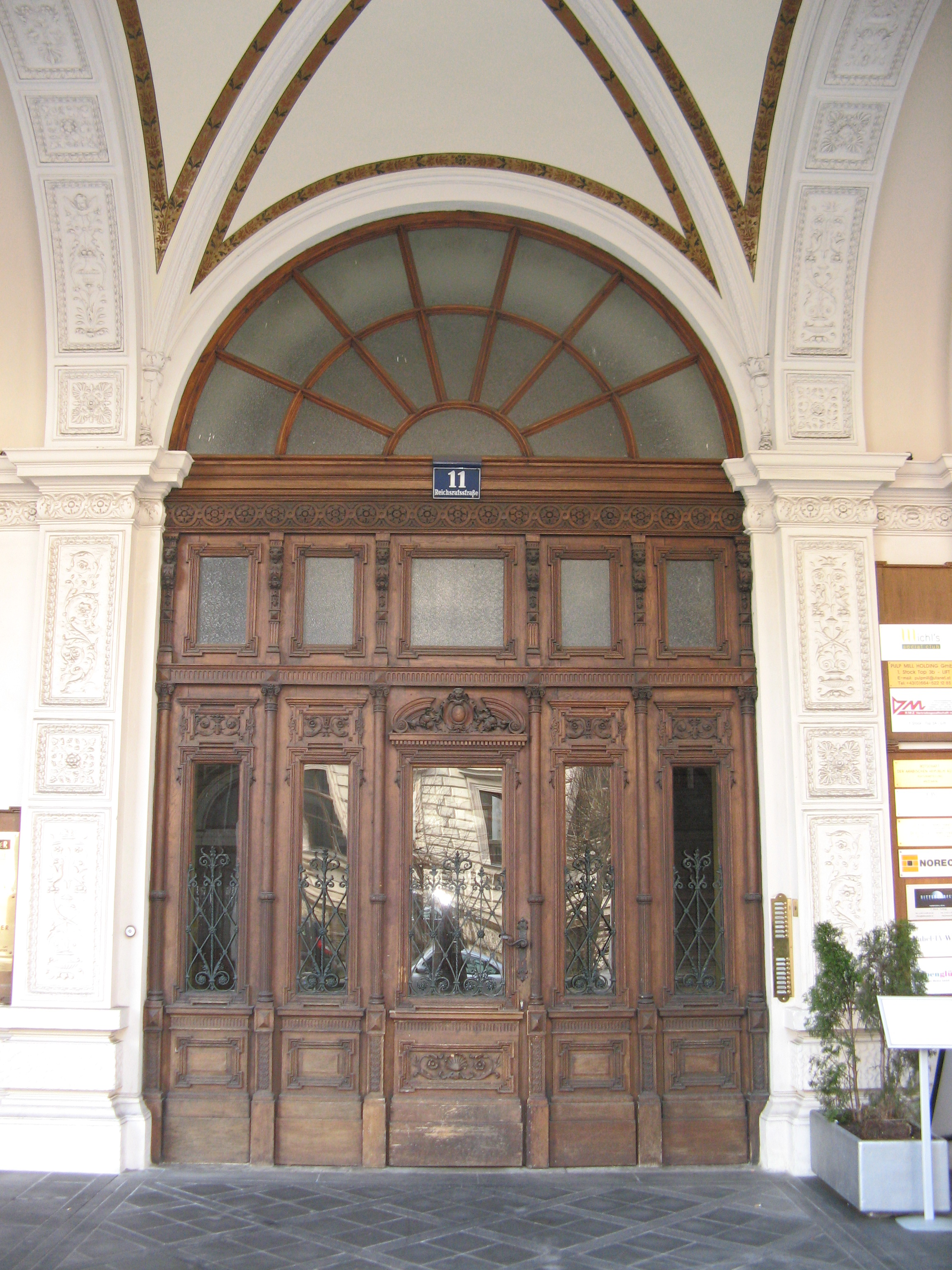
Portal Hnr. 11
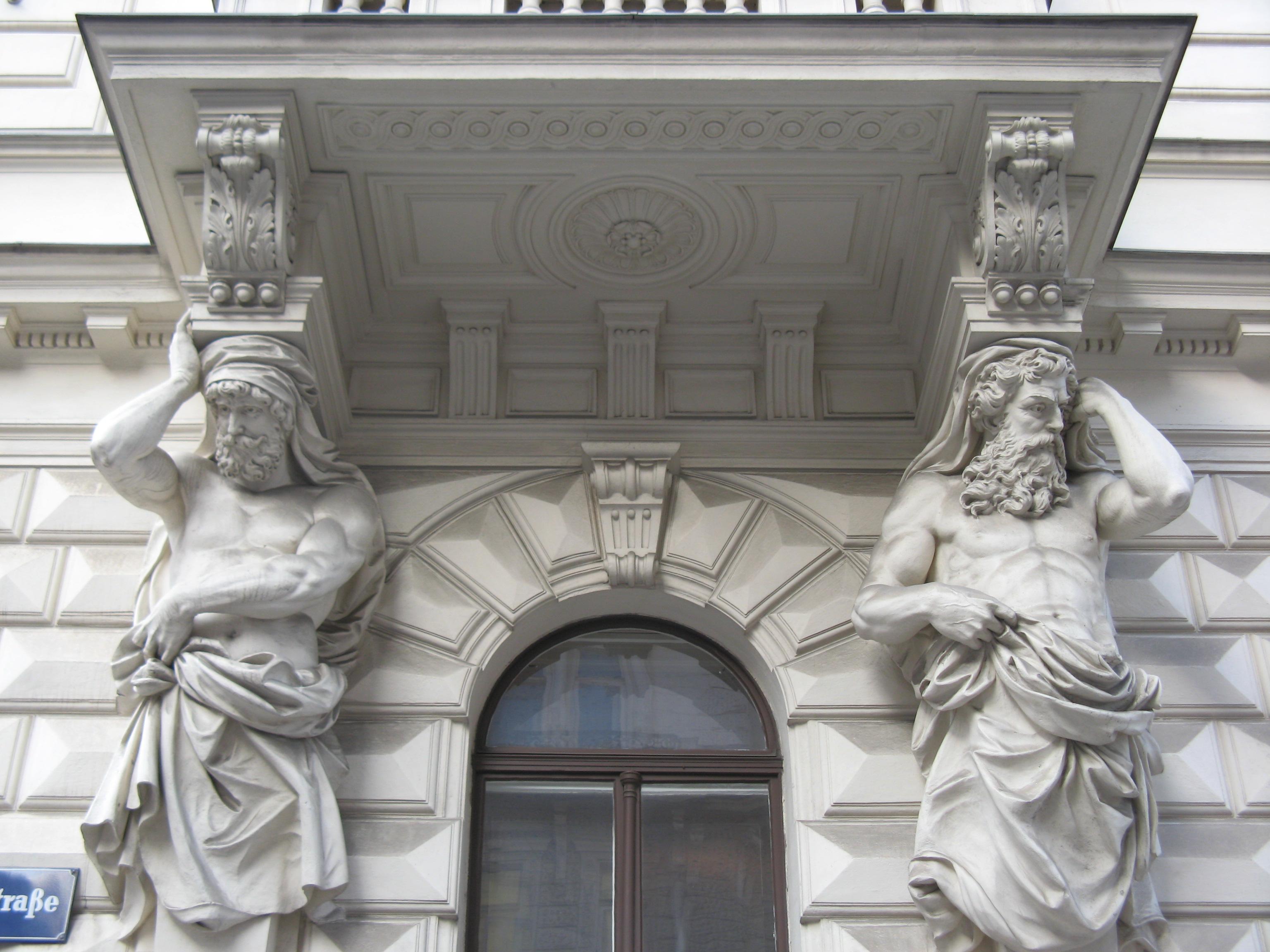
Atlanten des Balkons an der Seitenfassade
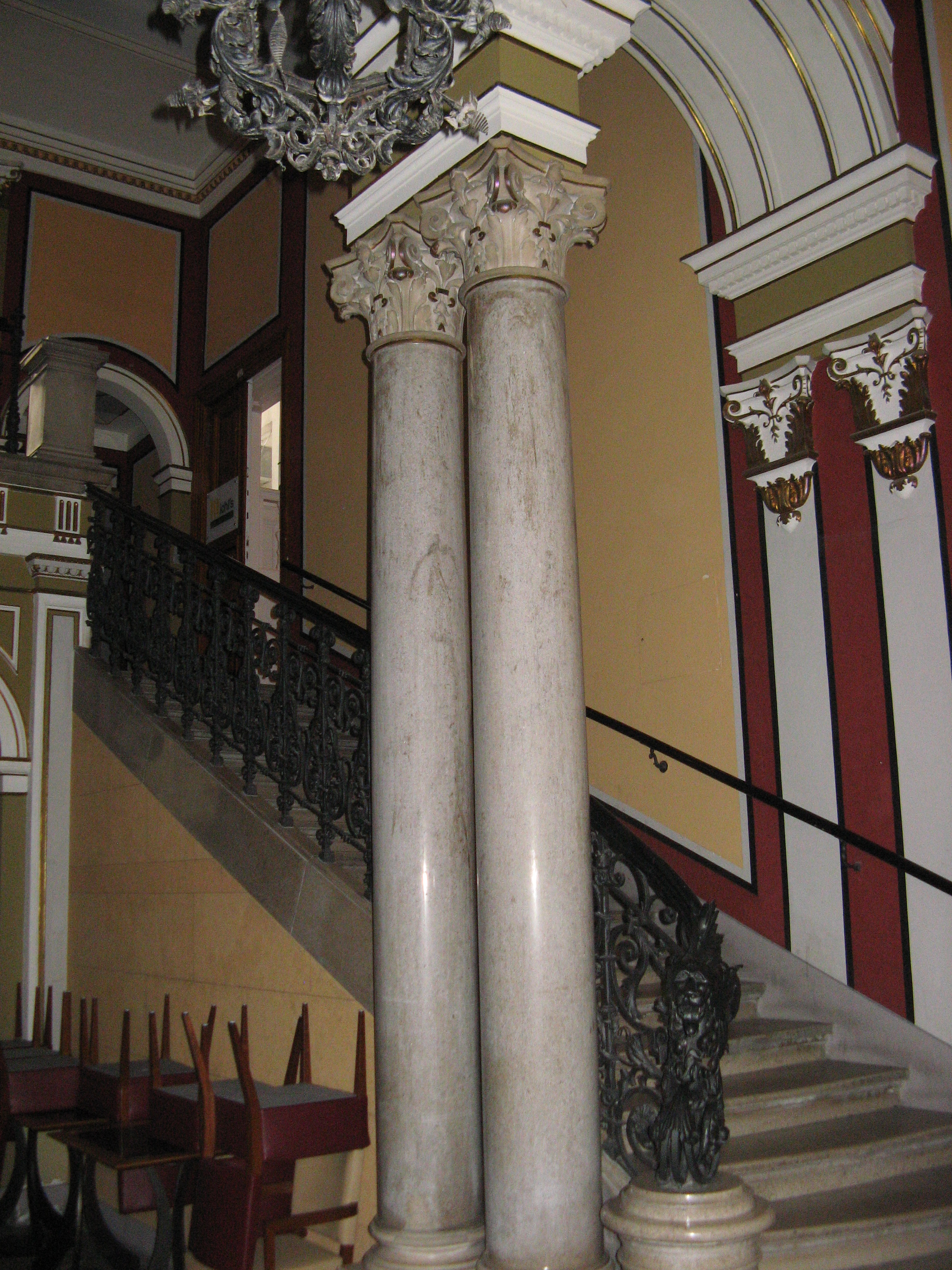
Eingangshalle Hnr. 11

### Nummer 15–17
Das Arkadenhaus (Nebeneingänge Universitätsstraße 3 und Liebiggasse 2) wurde 1881–1882 von Ludwig Tischler in Formen der Wiener Neorenaissance errichtet und 1887–1889 von Wilhelm Stiassny erweitert. Es besitzt Eckrisalite, säulchen- und karyatidhermenbesetzte zweigeschoßige Erker und einen kreuzrippengewölbten Arkadengang, wie das für die Hauptfronten der Arkadenhäuser im Rathausviertel vorgeschrieben wurde. Das Stiegenhaus ist mit stuckierten Pilastern und Putzfeldern gegliedert, die Türen besitzen Giebelverdachungen und Schmiedeeisengeländer.

## Bildergalerie

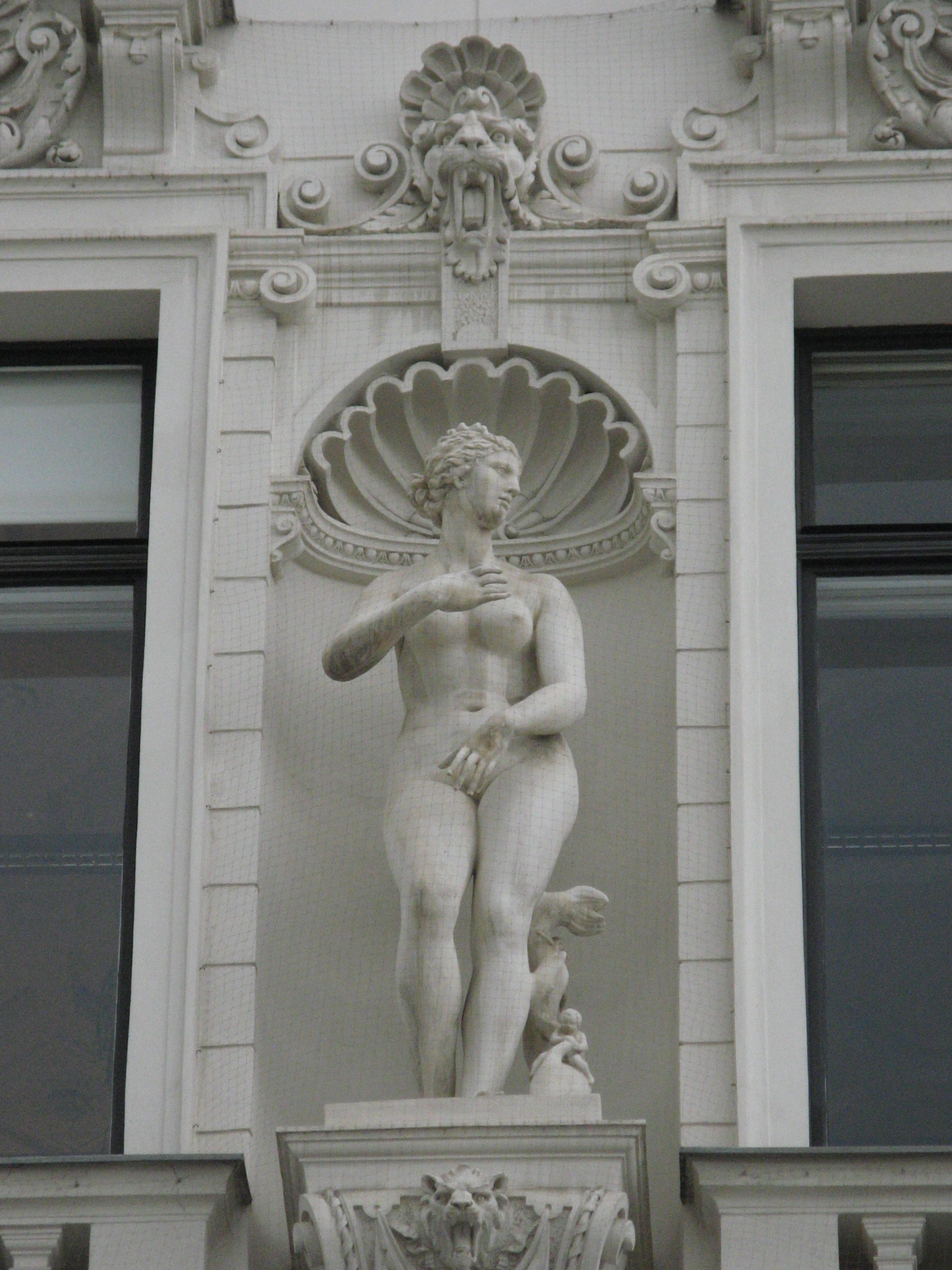
Figurenschmuck Reichsratsstraße 7–9
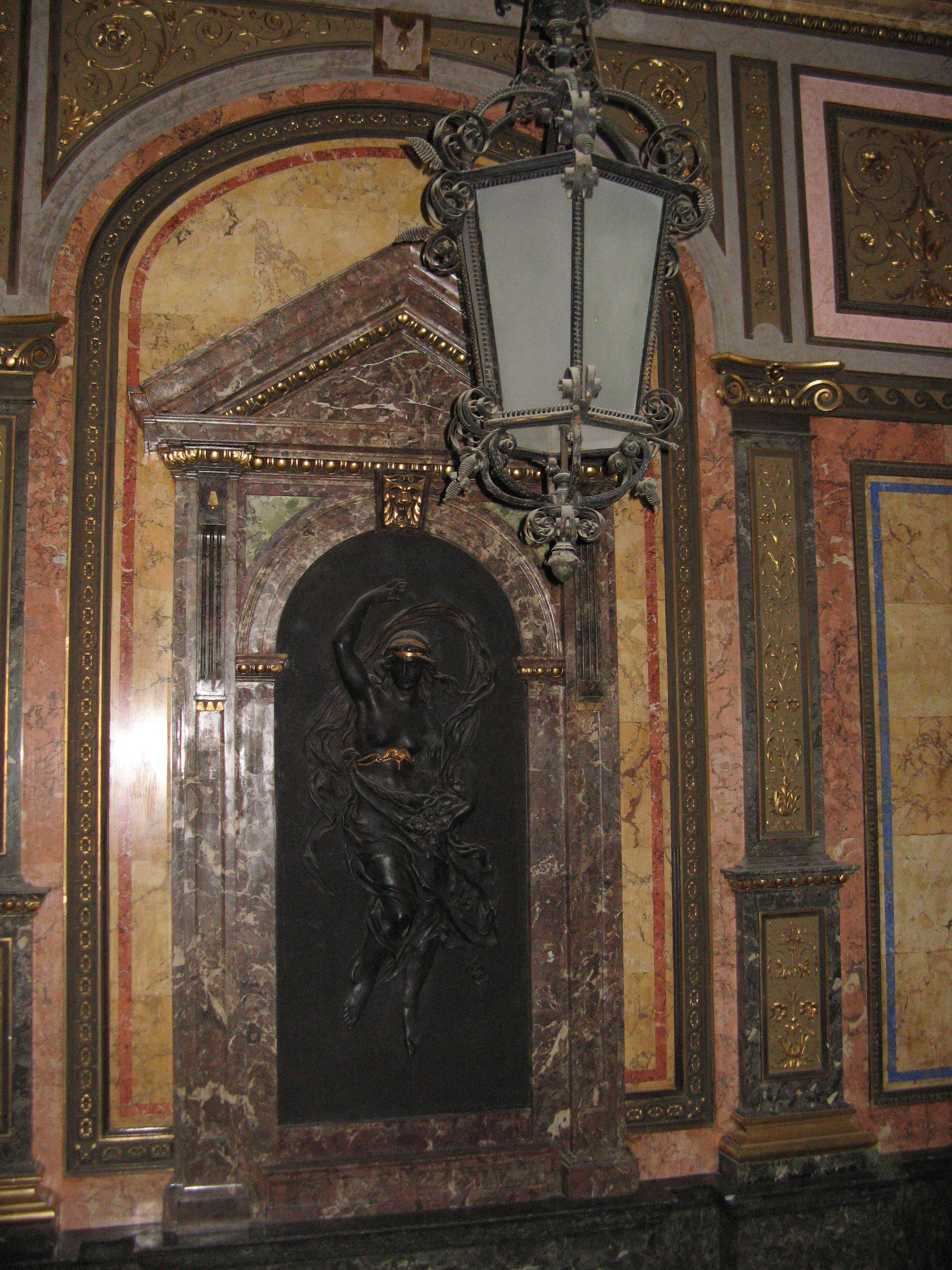
Vestibül Reichsratsstraße 7–9
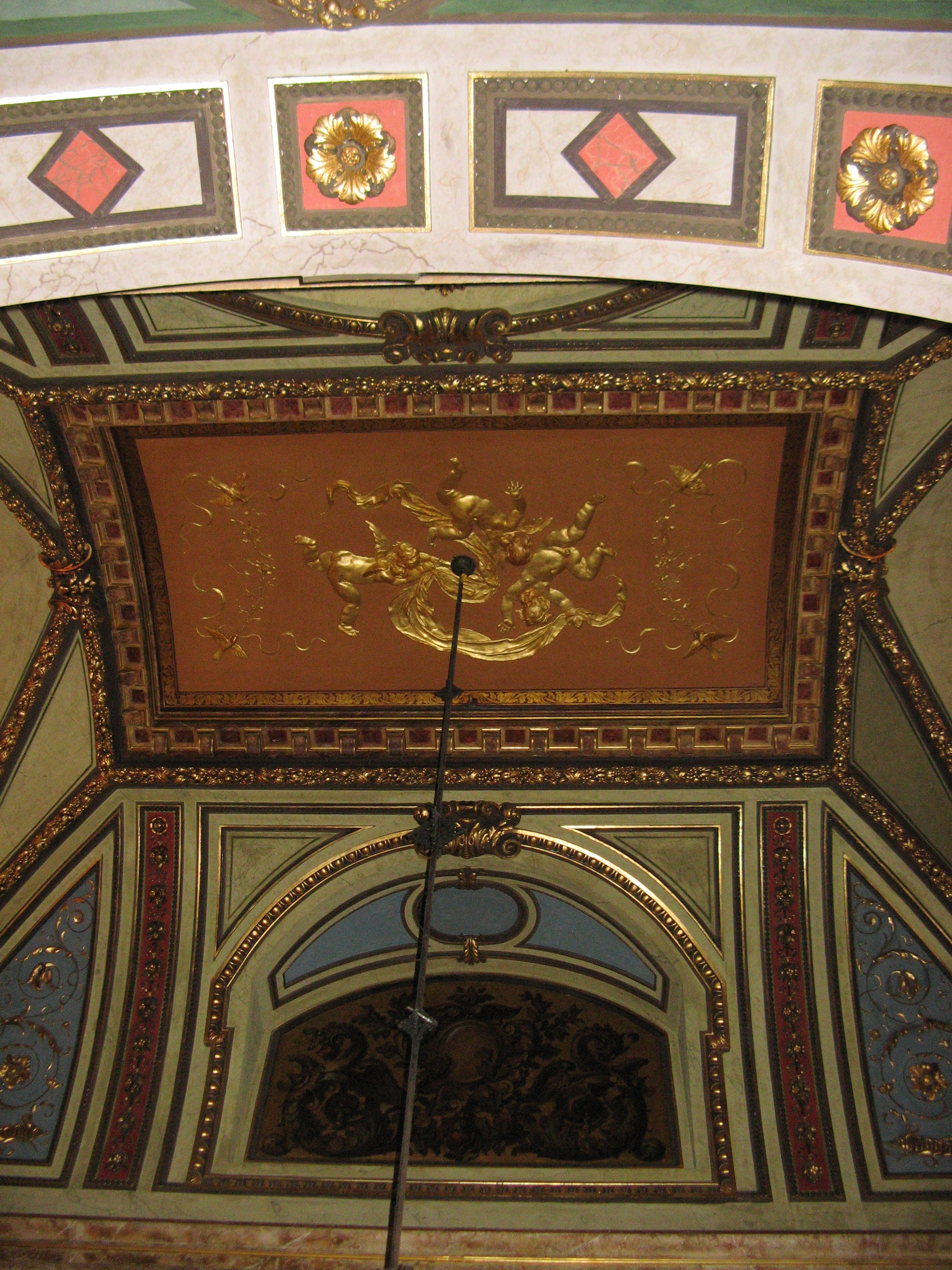
Vestibül Reichsratsstraße 7–9
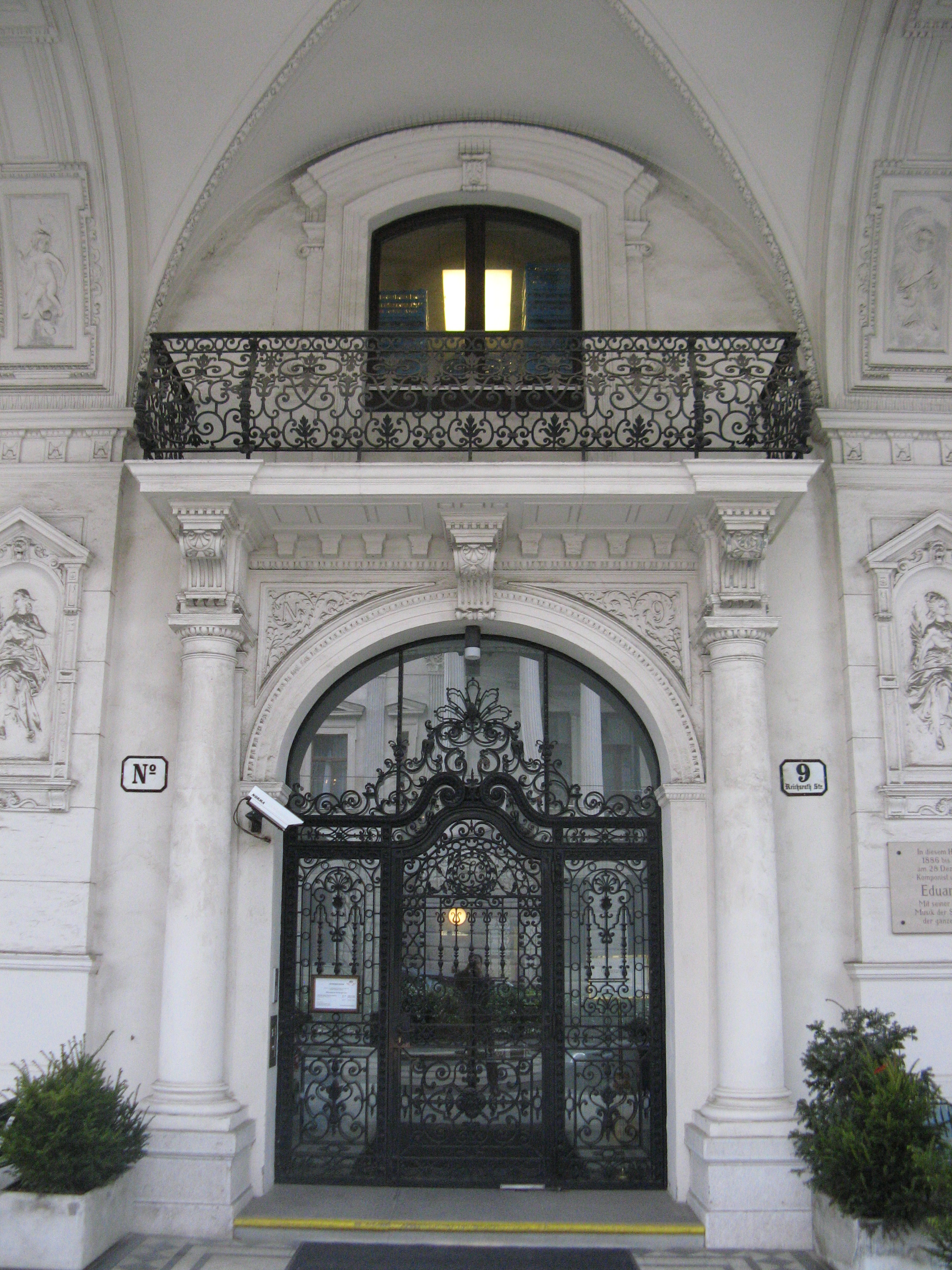
Portal Reichsratsstraße 9